# Рудник Жанан
Рудник Жанан – колишнє гірничодобувне підприємство у Абайській області Казахстану, яке вело розробку однойменного золоторудного родовища.
Родовище відкрили ще в 1966 році, втім, через низький вміст золота проект введення Жанан у промислову розробку отримав негативну оцінку.
У 1995-му Жанан все-таки ввели в розробку із видобутком окислених руд та їх переробкою за технологією купчастого вилуговування.
В 1999-му ліцензію на родовище переформили з компанії «Бунашим» на компанію «Алтин тобе», яка продовжувала діяльність кілька наступних років, при цьому в 2000-му та 2001-му з Жанан вилучили по 1 тоні золота, а вже у 2003-му через вичерпання запасів цей показник скоротився до 0,65 тони.  
Руду видобували відкритим способом, зокрема, через дослідно-експлуатаційний кар’єр №1 на західній ділянці родовища. Рудні тіла центральної ділянки розроблялись цілим рядом кар’єрів, при цьому частина з них була дуже неглибока – до 5 метрів. 
По вилученні окислених руд роботи на Жанан припинились, а розкидані у полосі завдовжки кілька кілометрів кар’єри виявились затопленими.